# Marie-Caroline du Fresnay
Pour les articles homonymes, voir Fresnay.
Marie-Caroline du Fresnay, née à Sartrouville le 4 juin 1834 et décédée à Nice le 7 décembre 1930, est la fille d'une liaison adultère de Maria Daminois (épouse de Charles du Fresnay) avec Honoré de Balzac.

## Biographie
Marie-Caroline du Fresnay est née le 4 juin 1834 à Sartrouville. Elle est la fille de Maria du Fresnay (née Daminois), et la fille naturelle et l'héritière d'Honoré de Balzac.
Sa grand-mère est l'écrivain Adèle Daminois. Sa mère Maria du Fresnay, parfois citée sous les noms Marie Daminois ou Maria Dufresnaye, est l'épouse de Charles Antoine Guy du Fresnay, maire de Sartrouville comme son père avant lui. Outre Marie-Caroline, issue de cette relation extra-maritale entre Maria et Balzac, le couple du Fresnay aura deux autres enfants, demi-frères de Marie-Caroline :
- Charles Ferdinand Guy du Fresnay (1836).
- Ange Antoine Charles Guy du Fresnay (1839), directeur de la compagnie d'assurance Le Phénix[4].

Marie-Caroline épouse à Sartrouville le 30 juin 1859 Louis Sabard de Pierrelaye, dont elle se séparera. Elle meurt à Nice en 1930, dans un accident de voiture.
N'ayant pas d'enfants, elle transmet les biens qu'elle avait hérités d'Honoré de Balzac aux enfants de son frère utérin, Ange du Fresnay.

### Fille illégitime d'Honoré de Balzac
Après avoir vu son seul enfant légitime avec Ewelina Hańska mort-né, Honoré de Balzac lègue certains biens dont une statue de François Girardon à Marie-Caroline du Fresnay en 1846 (conservée aujourd'hui à la Maison de Balzac). Il meurt en 1850 après avoir écrit à Ewelina Hańska : « Tu sais ce qui peut tripler mes forces », un aveu d'après certains qu'il aurait trois enfants. 
Par la suite, son biographe officiel[Qui ?] s'interrogera sur le lien entre ce legs à la fille de Marie du Fresnay, dont on sait qu'elle faisait partie de ses relations, et sa dédicace d'Eugénie Grandet à une certaine « Maria ». Mais il ne peut expliquer pourquoi Balzac écrit « Maria » au lieu de « Marie ».
Dans un article paru en 1930, le directeur du musée du château de Saché souligne[pas clair] la naissance de Marie-Caroline du Fresnay, fille de Marie du Fresnay, huit mois après que Balzac a écrit à sa sœur qu’il avait appris de cette fameuse « Maria » qu’il allait être père. 
En 1946, au soir de sa vie, Charles du Fresnay, petit-fils de Marie du Fresnay et neveu de Marie-Caroline du Fresnay, révèle aux chercheurs balzaciens Roger Pierrot et André Chancerel que Marie était surnommée « Maria » par ses proches.